# Павло-Антоновська сільська рада
Па́вло-Анто́новська сільська рада (рос. Павло-Антоновский сельский совет) — сільське поселення у складі Тоцького району Оренбурзької області Росії.
Адміністративний центр — село Павло-Антоновка.

## Історія
2013 року ліквідована Невіжкинська сільська рада (село Невіжкино), її територія увійшла до складу Павло-Антоновської сільради.

## Населення
Населення — 582 особи (2019; 685 в 2010, 782 у 2002).

## Склад
До складу сільської ради входять:
| Населений пункт       | Населення, осіб (2002) | Населення, осіб (2010) |
| --------------------- | ---------------------- | ---------------------- |
| Невіжкино, село       | 351                    | 301                    |
| Павло-Антоновка, село | 431                    | 384                    |